# Pierre Francoville
 (novembre 2024).
Si vous disposez d'ouvrages ou d'articles de référence ou si vous connaissez des sites web de qualité traitant du thème abordé ici, merci de compléter l'article en donnant les références utiles à sa vérifiabilité et en les liant à la section « Notes et références ».
Pierre Marcel Francoville est né le 8 juillet 1925 à Nancy et mort le 12 janvier 2002 à Paris 12e).
Officier français de la Légion Étrangère, il a participé à la Seconde Guerre mondiale, et aux guerres d’Indochine et d’Algérie. Réputé pour son courage et son engagement militaire, il est devenu une figure marquante de la Promotion Maréchal de Lattre de l'École spéciale militaire de Saint-Cyr, dont il a été désigné « Père Système ».

## Carrière

### Jeunesse et Résistance
Fin mai 1944, il quitte le pensionnat Notre-Dame de France du Puy-en-Velay pour monter, à pied, au maquis. Il se retrouve au corps franc des Truands dans le maquis du Mont-Mouchet, puis au maquis de Varennes-sur-Amance (Haute-Marne), où il commande une section de déserteurs ukrainiens. Il prend comme nom de guerre « Adhémar » et déclare : « à 18 ans, on nous donnait un fusil et on se battait. Je faisais partie de ceux qui pensaient qu’il était impossible de rester le cul sur une chaise ! ». Il s’illustre rapidement par son tempérament et son sens du devoir, ce qui lui vaut une citation à l’ordre du régiment.

### Engagement dans la Première Armée française
Fidèle à son enrôlement pour la libération de la terre de France, il s’engage le 17 septembre 1944 dans la Première Armée française, au titre du 2ème Régiment de Spahis algériens. Il participe à la campagne de France, puis d’Allemagne, où il se distingue le 13 décembre 1944 au col de Louschbach (Vosges). Blessé une première fois, il refuse de se laisser évacuer et remonte en première ligne revolver au poing, avant d’être blessé à nouveau. Cet acte d’éclat lui vaut une citation à l’ordre de l’armée accompagnée de la Croix de Guerre 1939-1945.

### Entrée dans la Légion étrangère
En mars 1946, il est admis à la 7ème série de l’École militaire interarmes de Coëtquidan (Promotion Indochine), mais en raison des « lois de dégagements des cadres », il est démobilisé le 29 octobre. Rompu au sens du devoir, il déclare alors : « L’Armée ne veut pas de moi ! Elle m’aura quand même. Je pique une tête à la Légion ! ». Il s’engage dans la Légion étrangère le 31 octobre 1946 et rejoint, le 7 décembre 1946, le 2ème Régiment Étranger de Cavalerie en Algérie. Nommé successivement brigadier le 15 mars 1947, puis brigadier-chef le 16 mai 1947, il est ensuite désigné pour servir en Extrême-Orient, débarquant à Saïgon le 7 décembre 1947.

### Formation à Saint-Cyr
De retour en métropole le 23 mars 1950, il suit les cours de la Corniche Kléber à Strasbourg et est admis à l’E.S.M.I.A. comme Saint-Cyrien en septembre 1951. Écusson Rhin et Danube au bras et képi blanc sur la tête, il impressionne ses camarades, dont le Colonel Bienfait, qui le décrit comme « mystérieux, lointain, presque surnaturel ». Sans surprise, il est élu Père Système de la Promotion Maréchal de Lattre en janvier 1952.

### Service en Afrique du Nord
Nommé sous-lieutenant le 1er octobre 1953, il rejoint l’École d’application de Saumur, puis est affecté au 2ème Régiment Étranger de Cavalerie à Oujda (Maroc) en tant que chef de peloton AMX. Il est ensuite muté au 24ème Goum à Goulimine et promu lieutenant le 1er octobre 1955, prenant part aux opérations de maintien de l’ordre dans le Rif de décembre 1955 à janvier 1956.
Le 20 juillet 1956, il prend la tête de la Section administrative spécialisée (SAS) de Righia (territoire de Bône). Remarqué pour son dynamisme et son rayonnement, il parvient à faire de son unité une force d’élite.

### Blessure et convalescence
Le 6 juin 1957, alors qu’il est en mission de liaison, il tombe dans une embuscade sur la route de Bône à Blandan. Grièvement blessé à l’abdomen, à la tête, au bras droit et à la jambe, il est évacué. Un article du journal rebelle El Moujahid annonce fièrement la mort de l’officier tué à la tête du convoi.
Mais Adhémar a la vie chevillée au corps. « Pouls filant, cœur ne battant plus » selon le diagnostic du médecin, il est miraculeusement réanimé deux fois. Pour récompenser son comportement exemplaire, il obtient une citation à l’ordre de l’armée accompagnant, le 8 juin 1957, sa nomination au grade de chevalier de la Légion d’honneur.

### Dernières affectations et réforme
Après sa convalescence, il prend le commandement de la SAS de Bou-Hamra en novembre 1959, où il continue de se distinguer. En Algérie, il participe à des opérations importantes, notamment dans le massif de Bou-Hamra le 12 janvier 1960. Le 1er juin 1960, il rejoint le Centre d’Instruction de l’Arme Blindée Cavalerie (ABC) au camp de Mailly. En janvier 1965, il est réformé pour blessures graves avec le statut de Grand Invalide de Guerre. Promu chef d’escadrons honoraire, il reçoit la croix d’officier de la Légion d’Honneur en 1970.

## Hommages
Homme dévoué, il a redonné corps et unité à la Promotion éparpillée après ses adieux aux armes sur presque tous les continents. Lui, qui lors de son discours d’adieu le jour du pékin de Bahut clame que « depuis son baptême la Promotion Maréchal de Lattre est consacrée à la Patrie, elle appartient à l’histoire. Elle sera grande pour l’histoire si, dans les œuvres, ses membres suivent le grand exemple du Maréchal de Lattre. », s’est montré fidèle à la devise de son Parrain : « ne pas subir ! ».
Il s’est éteint brutalement dans la nuit du 11 au 12 janvier 2002, 50 ans après son parrain, le Maréchal de Lattre. Un cortège d’hommages de la part de ses frères d’arme accompagnèrent son départ. Son camarade de promotion, le colonel Weigel souligne son influence et son engagement à maintenir la cohésion de la promotion : « Humble, bon, chaleureux, il vivait en résonance permanente avec la vie de la Promo, dans le partage, le respect et la reconnaissance (…). Sa mort, à lui, le Père Système de la Promotion Maréchal de Lattre, le jour même du cinquantième anniversaire de celle de notre Parrain éponyme, revêt la marque d’un symbole puissant et, presque, d’élégance saint-cyrienne de toute beauté. Il vit encore en nous. »
La 195e promotion de École spéciale militaire de Saint-Cyr porte son nom.

## Décorations
- Officier de la Légion d'honneur (19 janvier 1970) - chevalier (8 juin 1957)
- Commandeur de l'ordre national du Mérite
- Croix de guerre 1939–1945 (2 citations)
- Croix de guerre des Théâtres d'opérations extérieurs (1 citation)
- Croix de la Valeur militaire (2 citations)
- Croix du combattant volontaire de la Résistance
- Croix du combattant volontaire
- Croix du combattant
- Médaille commémorative française de la guerre 1939–1945 avec agrafes "Libération" et "Allemagne"
- Médaille commémorative de la campagne d'Indochine
- Médaille commémorative des opérations de sécurité et de maintien de l'ordre avec agrafes "Algérie" et "Maroc"
- Médaille coloniale avec agrafe "Extrême-Orient"
- Croix de la Vaillance (Viêt Nam)